# Thomas Dufau
Thomas Dufau, nacido el 3 de enero de 1991 en Mont-de-Marsan (Landas), es un torero francés.

## Presentación y carrera
Debuta en una novillada picada el 13 de abril de 2009 en la plaza de toros de Mugron frente a los novillos de la ganadería de Fernando Peña (cortando una oreja). Un mes después, en Rieumes, el 28 de junio de 2009 , le corta tres orejas a los novillos de Luc y Marc Jalabert . Al mes siguiente, el 20 de julio de 2009 , sale a hombros tras cortar dos orejas en la plaza de toros de Mont-de-Marsan frente a los novillos de Enrique Ponce .
Dos semanas después, el 18 de septiembre de 2009 , lidia novillos de La Quinta en Nimes, volviendo a cortar dos orejas y saliendo por la puerta grande.
El 22 de agosto de 2010 , corta dos orejas en la plaza de toros de Morlanne en Saint-Sever en Chalosse y luego sustituye al novillero Mathieu Guillon, lesionado durante la novillada de las fiestas de Saint-Perdon, en un mano a mano junto con Juan del Álamo por la lesión del pulgar del director lidia Sergio Flores. Thomas Dufau torea el 26 de junio de 2011 en la plaza de toros de Morlanne de Saint-Sever, Thomas Dufau corta las 2 orejas de su segundo novillo.
Thomas Dufau tomó la alternativa en las plaza de toros de Mont-de-Marsan el 15 de julio de 2011el primer día de las fiestas de la Magdalena frente al toro Vario Pinto de la ganadería de Garcigrande, con El Juli como  padrino y Daniel Luque como testigo. Ese día le corta una oreja. Volvería a torear unos días después durante la misma feria .
En España se presentó por primera vez en Illescas el 1 de septiembre de 2009 (cortando dos orejas). Al año siguiente, torea en la plaza de toros de Sevilla el 2 de mayo de 2010. Tendrá más éxito durante sus siguientes actuaciones: en Valencia el 9 de mayo de 2010, luego en Córdoba el 23 de mayo de 2010 , y el 29 de mayo de 2011 en La Monumental de Barcelona junto con la novillera Conchi Ríos .
En Bayona, el 1 de agosto de 2011, recibió una ovación.
En Nimes el 18 de septiembre de 2011 , durante su confirmación de alternativa recibe dos orejas para su segundo toro (ganadería Jandilla 567 kg), y sale a hombros en compañía de José Tomás . Durante esta corrida de la mañana, su nombre fue escrito Dufau en el ruedo,

### Temporadas
- 2010 35 novilladas, 40 orejas (3.º del escalafón de novilleros)